# متلازمة بينغ نيل
متلازمة بينغ نيل (اختصارًا BNS) هي اختلاط عصبي نادر للغاية لمرض والدنستروم ماكروغلوبولين الدم (WM)، وهو اضطراب تكاثر لمفاوي مزمن. لا يوجد تعريف واضح لمتلازمة بينغ نيل ولكن ما هو معروف حتى الآن هو أنه من مضاعفات والدنستروم ماكروغلوبولين الدم، فهو يشمل الجهاز العصبي المركزي (CNS)، متسللًا بواسطة الخلايا البائية الخبيثة المتمايزة وبفرط غلوبولين الدم. يؤدي هذا التسلل إلى زيادة لزوجة الدم، ما يضعف الدورة الدموية عبر الأوعية الدموية الدقيقة في الدماغ والعين. اقترح بعض العلماء أن يصنف الشخص المصاب بمتلازمة بينغ نيل عادةً إلى المجموعة A والمجموعة B اعتمادًا على ما إذا كانت خلايا البلازما موجودة أم لا داخل حمة الدماغ و / أو السحايا الرقيقة والجافية و / أو السائل الدماغي النخاعي (CSF). الأعراض متنوعة وغير محددة، ويمكن أن تختلف اعتمادًا على أي جانب من جوانب الجهاز العصبي المركزي يتأثر. يمكن أن تشمل الأعراض مجموعة من شدة الغثيان والنوبات. نظرًا لاختلاف الأعراض، هناك خيارات علاجية متعددة لعلاج أعراض هذا المرض غير القابل للشفاء. على الرغم من عدم وجود مجموعة محددة من التشخيص لمتلازمة بينغ نيل، تستخدم مجموعات مختلفة من أدوات التشخيص لتضييق نطاق واستنتاج وجود متلازمة بينغ نيل.

## الأعراض والعلامات
تتطور أعراض متلازمة بينغ نيل تدريجيًا على مدى أسبوع أو حتى شهر، وعادة ما يكون هناك تأخير في التشخيص بعد ظهور الأعراض الأولية. على الرغم من أن متلازمة بينغ نيل تنشأ بسبب مضاعفات والدنستروم ماكروغلوبولين الدم، إلا أن بعض الأفراد قد يعانون من أعراض متلازمة بينغ نيل دون أن يكون لديهم تاريخ سابق مع والدنستروم ماكروغلوبولين الدم.
بالنظر إلى أن متلازمة بينغ نيل نادر جدًا، فإن الأعراض متنوعة وغير محددة. تتراوح الأعراض في شدتها من الغثيان إلى النوبات وتتميز بكيفية تداخلها مع وظيفة الجهاز العصبي المركزي. يعتمد مكان وجود أعراض معينة على فرع الجهاز العصبي المركزي الذي يتأثر بخلايا البلازما ب. يعاني الأشخاص المصابون بمتلازمة بينغ نيل من بعض الأعراض الحسية أيضًا. تشمل بعض الأعراض الحسية الإحساس بالدبوس والإبر في الأطراف السفلية واليدين والذراعين، إلى جانب الألم والخدر الشديد.

## التشخيص
لا يوجد طريق واضح لتشخيص متلازمة بينغ نيل، ما يعني أن أداة تشخيص واحدة فقط ليست حاسمة في تشخيص متلازمة بينغ نيل. ولكن من خلال استخدام العديد من الأدوات المختلفة بشكل تعاوني، يمكن الوصول إلى التشخيص من خلال القضاء على أمراض الجهاز العصبي المركزي الأخرى.

### علم النسج
يؤدي تسلل الخلايا البائية الخبيثة المتمايزة المرتبطة بوالدنستروم ماكروغلوبولين الدم إلى الجهاز العصبي إلى ترسيب متلازمة بينغ نيل. تبحث الممارسات النسيجية التي تستلزم خزعة من المخ و / أو السحايا عن وجود الأورام اللمفاوية اللمفاوية (الخلايا البائية الناضجة). على الرغم من أن الخزعة وحدها لا تدل على متلازمة بينغ نيل، إلا أنها خطوة ضرورية تضمن على الأقل أن الجهاز العصبي المركزي قد اخترق من قبل نوع من سرطان الغدد الليمفاوية.

### تحليل السائل الدماغي النخاعي
يستلزم التحليل تحليل العديد من الجوانب المختلفة للسائل الدماغي النخاعي (CSF) لتحديد الخصائص المرتبطة بوالدنستروم ماكروغلوبولين الدم ومتلازمة بينغ نيل. يعتبر التحديد الكمي للكريات البيض وتمايزها، بالإضافة إلى التحليل المورفولوجي لأي أورام ليمفاوية خبيثة تم اكتشافها في السائل الدماغي النخاعي، بعض المعلمات التي تقيم بواسطة تحليل السائل الدماغي النخاعي. التحليلات. فيما يتعلق بتشخيص متلازمة بينغ نيل، يحلل قياس التدفق الخلوي محتويات السائل الدماغي النخاعي للخلايا البائية التي تعبر عن مستضدات عموم CD19 وCD20، الموجودة عادة في والدنستروم ماكروغلوبولين الدم؛ لا تظهر جميع حالات متلازمة بينغ نيل نتائج قاطعة في تحليل السائل الدماغي النخاعي.

### الأشعة
التصوير بالرنين المغناطيسي مع تباين الغادولينيوم هو الأداة الإشعاعية الأولية المستخدمة لتشخيص أمراض الجهاز العصبي المركزي، بما في ذلك متلازمة بينغ نيل. تأثير التصوير بالرنين المغناطيسي ذو شقين من حيث قدرته على تحديد تشوهات الدماغ والعمود الفقري، وكذلك تحديد الأنسجة المناسبة لأخذ الخزعة. يمكن أيضًا أن يميز التصوير بالرنين المغناطيسي مع تباين الغادولينيوم أي شكل من أشكال متلازمة بينغ نيل. حيث يبرز الشكل الورمي لمتلازمة بينغ نيل من خلال نمو الورم في مناطق نصف الكرة الأرضية تحت القشرية، يتميز الشكل المنتشر لمتلازمة بينغ نيل بالتسلل السحائي والأوعية الدموية بواسطة الخلايا الليمفاوية. الخصائص الأخرى لمتلازمة بينغ نيل التي تم تحديدها عن طريق التصوير بالرنين المغناطيسي هي التحسين غير الطبيعي للأعصاب القحفية والشوكية، بالإضافة إلى زيادة سماكة ذيل الفرس وتقويتها.

### تحليل التسلسل
MYD88 L265P عبارة عن طفرة جينية توجد في غالبية حالات والدنستروم ماكروغلوبولين الدم. أثناء تحليل السائل الدماغي النخاعي، يمكن لتضخيم تفاعل البوليميراز المتسلسل للحمض النووي الجيني الموجود في السائل، متبوعًا بالتسلسل، تحديد ما إذا كانت الطفرة موجودة داخل الجهاز العصبي المركزي؛ إذا كان الأمر كذلك، فسيكون هذا مؤشرًا، وإن لم يكن قاطعًا، على متلازمة بينغ نيل.